# Alan Ayckbourn
 (novembre 2023).
Si vous disposez d'ouvrages ou d'articles de référence ou si vous connaissez des sites web de qualité traitant du thème abordé ici, merci de compléter l'article en donnant les références utiles à sa vérifiabilité et en les liant à la section « Notes et références ».
Sir Alan Ayckbourn est un dramaturge et metteur en scène britannique né le 12 avril 1939 à Londres, d'un père violoniste et d'une mère romancière. Il est l'auteur de plus de quatre-vingts pièces.

## Biographie
À l'âge de 8 ans, il est marqué par la séparation de ses parents : sa mère épouse l'année suivante un directeur de banque. Le thème du couple et de la séparation est au centre de son œuvre.
À 18 ans, après l'obtention d'un baccalauréat littéraire, il décide de devenir un homme de théâtre "total" : électricien, assistant régisseur, technicien du son, apprenti comédien.
À 20 ans, il se marie avec l'actrice Christine Roland, dont il a deux fils, Steven et Philip.
C'est également depuis 1959 que ses pièces sont créées au Stephen Joseph Theatre de Scarborough, dont il est le directeur artistique, pour être testées l'été avant d'être jouées l'hiver au West End Theatre de Londres ou au Royal National Theatre.
En 1997, il est anobli par la reine Élisabeth II « pour services rendus au théâtre ». C'est cette année-là, également, qu'il divorce de Christine Roland pour épouser Heather Stoney. Il dira à ce sujet : « J'ai soigneusement planifié mon divorce et mon remariage l'année de mon anoblissement de façon que mon ex-épouse et ma nouvelle femme puissent toutes deux avoir droit au titre de Lady ».

## Œuvre

### Au théâtre
- 1965 : Pantoufle (Relatively Speaking), adaptation d'Éric Kahane et Jean-Laurent Cochet
- 1969 : Les Uns chez les autres (How the Other Half Loves), adaptation française de Francis Veber et Jean-Laurent Cochet
- 1973 : The Norman Conquests
- 1974 : Mariages et conséquences (Absent Friends), adaptation de Claire Nadeau
- 1975 : 3 Lits pour 8 (Bedroom Farce)
- 1976 : Entre nous soit dit (Just Between Ourselves), adaptation d'Attica Guedj et Stephan Meldegg
- 1979 : Taking Steps
- 1982 : Intimate Exchanges
- 1984 : A Chorus of Disapproval
- 1988 : Pièce détachée (Henceforeward)
- 1989 : The Revengers' Comedies
- 1992 : 1 table pour 6 (Time of My Life), adaptation de Gérard Lauzier
- 1994 : Temps variable en soirée (Communicating Doors), adaptation de Michel Blanc
- 1997 : L'Amour est enfant de salaud (Things We Do for Love), adaptation de Michel Blanc
- 1999 : House & Garden
- 2003 : Sugar Daddies
- 2004 : Petites Peurs partagées (Private Fears in Public Places)
- 2010 : Life of Riley

### Adaptations à l'écran
- 1989 : Fantômes sur l'oreiller, téléfilm français de Pierre Mondy, d'après Taking Steps
- 1989 : A Chorus of Disapproval, film britannique de Michael Winner, d'après sa pièce éponyme
- 1993 : Smoking / No Smoking, film français d'Alain Resnais, d'après Intimate Exchanges
- 1998 : Amour, vengeance et trahison (The Revengers' Comedies), film britannique de Malcolm Mowbray, d'après The Revengers' Comedies
- 2006 : Cœurs, film français d'Alain Resnais, d'après Petites peurs partagées
- 2014 : Aimer, boire et chanter, film français d'Alain Resnais, d'après Life of Riley